# Fenouilia kreitneri
Fenouilia kreitneri là một loài ốc nước ngọt cỡ nhỏ có mang và nắp, là động vật thân mềm chân bụng sống dưới nước trong họ Pomatiopsidae. Đây là loài đặc hữu của Trung Quốc.